# Вила-Кова-а-Коэльейра (Сея)
Вила-Кова-а-Коэльейра (порт. Vila Cova à Coelheira) — населённый пункт и район в Португалии, входит в округ Гуарда. Является составной частью муниципалитета Сейя. Находится в составе крупной городской агломерации Большое Визеу. По старому административному делению входил в провинцию Бейра-Алта. Входит в экономико-статистический субрегион Серра-да-Эштрела, который входит в Центральный регион. Население составляет 574 человека на 2001 год. Занимает площадь 10,00 км².